# 達德利山
68°16′S 66°30′W / 68.267°S 66.500°W
達德利山（英語：Mount Dudley），是南極洲的山峰，位於葛拉漢地西岸的法利埃海岸，北面和西面是內尼冰川，海拔高度超過1,375米，在1936年由英國探險隊測量，現時由南極條約體系管理。